# مونيكا هارجروف
مونيكا هارجروف (بالإنجليزية: Monica Hargrove)‏ هي عداءة سريعة أمريكية، ولدت في 30 ديسمبر 1982 في نيو هيفن في الولايات المتحدة.

## وصلات خارجية
- مونيكا هارجروف على موقع الاتحاد الدولي لألعاب القوى (الإنجليزية)
- مونيكا هارجروف على موقع الدوري الماسي (الإنجليزية)